# Powstanie Słowian połabskich
Powstanie Słowian połabskich (niem. Slawenaufstand von 983) – powstanie z 983 roku Słowian połabskich – konfederacji plemion słowiańskich Wieletów oraz Obodrytów, żyjących na północy dzisiejszych wschodnich Niemiec – skierowane przeciw podporządkowaniu Świętemu Cesarstwu Rzymskiemu oraz chrystianizacji. W 983 roku powstańcy zdobyli Hamburg, który później spalili. Ich pochód na zachód powstrzymała nierozstrzygnięta bitwa pod Białoziemiem, między dopływami Łaby – Tanger i Muldą.

## Tło polityczne
Słowianie połabscy od VI wieku zamieszkiwali tereny obecnych wschodnich Niemiec między Morzem Bałtyckim, Łabą, Hawelą i Odrą. Te najbardziej wysunięte na zachód plemiona Słowian zachodnich od wczesnego średniowiecza były przymusowo nawracane na chrześcijaństwo. Już we wczesnym średniowieczu stali się oni celem ekspansji Karola Wielkiego, a później najazdów Sasów. Obodrzyce i Wieleci w VII wieku dostali się pod wpływy państwa Franków, a później Świętego Cesarstwa Rzymskiego.
Przez całe wczesne średniowiecze plemiona Słowian połabskich opierały się przymusowej chrystianizacji z zachodu. W 937 roku Otton I Wielki na południowo-wschodnich rubieżach Saksonii utworzył Marchię Wschodnią. Obejmowała ona terytorium od gór Harz po rzeki Soławę i Muldę. Jej celem był podbój graniczących z nią ziem słowiańskich leżących na wschodzie. Przegrana antysaksońskiej koalicji składającej się z Obodrzytów, Czrezpienian oraz Redarów w bitwie nad Reknicą, która odbyła się 16 października 955 roku nie przyniosła ze sobą całkowitego podporządkowania Słowian władcom saskim z dynastii Ludolfingów – Henrykowi I Ptasznikowi oraz jego synowi Ottonowi I zwanemu Wielkim. Udało im się jednak ustanowić na ziemiach Słowian zaczątki władzy politycznej oraz kościelnej tworząc m.in. z fundacji Ottona w 968 arcybiskupstwo magdeburskie, którego celem było stałe wcielenie słowiańskich obszarów w sferę wpływów Kościoła katolickiego oraz w granice Świętego Cesarstwa Rzymskiego.

## Historia
Powstanie konfederacji plemion należących do Słowian połabskich zostało zaplanowane oraz przygotowane w głównym lutyckim sanktuarium, Retrze. Rozpoczęło się latem 983 roku z inicjatywy oraz pod przywództwem Wieletów, którzy wykorzystali spór duchowieństwa saskiego o następcę arcybiskupa Adalberta z Magdeburga oraz cesarza Ottona I. Słowianie wypędzili z Połabia politycznych oraz kościelnych przedstawicieli Świętego Cesarstwa Rzymskiego. Ich celem były głównie misje chrześcijańskie oraz posterunki wojskowe ustanowione na terenie Połabia.
29 czerwca 983 roku wojska słowiańskie z zaskoczenia napadły na Hobolin niszcząc siedzibę tamtejszego biskupa. Trzy dni później (2 lipca) zajęta została również Brenna, gdzie znajdowała się chrześcijańska misja, z której udało się zbiec biskupowi Folkmarowi oraz margrabiemu Marchii Północnej – Dytrykowi. Pozostałe duchowieństwo zostało wzięte do niewoli, a kościoły splądrowano. Podobny los dotknął również wszystkie inne miejscowości, gdzie znajdowało się saskie osadnictwo, aż do naturalnej geograficznej granicy wyznaczonej przez rzekę Tanger.
Przeciw Słowianom wystąpiły wkrótce siły saskie prowadzone przez arcybiskupa magdeburskiego Giselhera, biskupa halbersztackiego Hildewarda oraz markgrafa Dytryka.
W powstaniu nie brały udziału marchie serbołużyckie w południowej części ziemi połabskiej, które również zamieszkane były przez Słowian połabskich – Serbołużyczan.

## Skutki powstania
Powstanie Słowian połabskich z roku 983 doprowadziło do wyparcia Sasów oraz wstrzymania saskiej kolonizacji (niem. Ostsiedlung) na tych terenach przez następne 200 lat. Pomimo corocznych wypraw interwencyjnych podejmowanych przez władców chrześcijańskich przeciw pogańskim władcom wieleckim i obodryckim zachowali oni swoją niezależność aż do XII wieku.